# Bethel (Minnesota)
Pour les articles homonymes, voir Bethel.
Bethel est une municipalité américaine située dans le comté d'Anoka au Minnesota.
Lors du recensement de 2010, sa population est de 466 habitants. La municipalité s'étend alors sur une superficie de 0,97 mille carré (2,51 km2) dont 0,06 mille carré (0,16 km2) de plans d'eau.
Bethel est fondée dans les années 1850 par des Quakers. Nommée d'après Bethel dans le Maine, elle devient une municipalité en 1907.